# Lio Lenzi
Lio Lenzi (Livorno, 13 novembre 1898 – Grosseto, 26 settembre 1960) è stato un politico e antifascista italiano, primo sindaco di Grosseto della Repubblica Italiana.

## Biografia
Di professione artigiano e artista autodidatta, divenne socialista nel 1916 e fu poi tra i fondatori del Partito Comunista Italiano. Entrò negli Arditi del Popolo opponendosi agli squadristi fascisti operanti tra le province di Livorno e di Pisa. In seguito all'affermazione del fascismo, fu costantemente tenuto sotto controllo dalle autorità per i suoi continui rapporti con i comunisti Elvino Boschi e Ilio Barontini. Nel 1929 si trasferì a Grosseto e nella città maremmana frequentò l'atelier dello scultore Ivo Pacini, luogo di ritrovo di artisti e intellettuali, partecipando anche con alcune opere alle mostre sindacali maremmane d'arte nei primi anni trenta. Nel 1937 fu vittima di una violenta aggressione da parte di un gruppo di fascisti, avvenuta all'interno di un bar cittadino in via Amiata: Lenzi fu costretto a restare a letto per diverso tempo e fu posto sotto stretto controllo dalle autorità per le sue idee politiche.
Fu membro attivo della Resistenza al volgere della seconda guerra mondiale ed entrò a far parte del Comitato di Liberazione Nazionale di Grosseto. Il 17 giugno 1944, in seguito alla liberazione della città avvenuta due giorni prima, fu designato dal CLN e dal comando alleato sindaco di Grosseto. La giunta municipale fu ridimensionata dal commissario provinciale Amato Mati nel novembre dello stesso anno portando i componenti da dieci a sette, riconfermando tuttavia Lenzi nella carica di sindaco.
In seguito alla emanazione del decreto del 7 gennaio 1946 riguardante la ricostituzione delle amministrazioni comunali su base elettiva, il 10 marzo 1946 si tennero le prime elezioni democratiche del comune di Grosseto, che videro la riconferma a sindaco di Lio Lenzi. Il primo consiglio comunale si tenne il 27 marzo.
Il 20 aprile 1949, tuttavia, in seguito al rinvenimento di armi all'interno del palazzo comunale, il prefetto Gaetano Orrù sospese temporaneamente l'amministrazione, nominando commissario prefettizio il dottor Giacinto Guida, affidando le indagini alla magistratura. Erano state rinvenute due pistole a tamburo, con proiettili e caricatori, all'interno dello studio dell'economo comunale, e altre armi poco fuori dall'edificio. Ciò portò malumori in città e tra i partiti, tanto che fu avviata una discussione in Parlamento: il ministro dell'Interno Mario Scelba, pur giudicando positivamente la misura cautelare applicata dal prefetto, dispose il reintegramento del consiglio comunale. Il 24 maggio il prefetto revocò la sospensione del consiglio, ma non reintegrò il sindaco Lenzi senza prima attendere le conclusioni della magistratura. Il comune fu retto da giugno a novembre prima dall'assessore Nestore Nesti e poi dall'assessore Dino Bernardi. Lio Lenzi, scagionato da ogni accusa, poté riprendere le sue funzioni di sindaco il 18 novembre 1949. Le tensioni politiche che ne derivarono resero il restante tempo di mandato incerto e caratterizzato da numerose defezioni: ben diciotto consiglieri si dimisero, senza venire sostituiti. Alla rielezione del PCI nel giugno 1951, Lenzi fu sostituito alla guida del comune maremmano da Renato Pollini.
Lo scrittore Luciano Bianciardi ricordava così Lio Lenzi in uno scritto del 1952: «Conobbi Lio Lenzi, comunista, un nobile artigiano livornese che allora campava in una sua botteguccia di vetraio e fu poi il primo sindaco democratico della mia città, con grave ira dei "galantuomini", che han fatto l'impossibile per rovinarlo e ci son riusciti: oggi non ha più nemmeno la botteguccia di vetraio».
Nel 2012 gli è stata intitolata una via di Grosseto.